# Taeniopteryx mercuryi
Taeniopteryx mercuryi är en bäcksländeart som beskrevs av Fochetti och Nicolai 1996. Taeniopteryx mercuryi ingår i släktet Taeniopteryx och familjen vingbandbäcksländor. Inga underarter finns listade i Catalogue of Life.